# Sainte-Colombe-en-Auxois
Sainte-Colombe-en-Auxois (tot 2014: Sainte-Colombe) is een gemeente in het Franse departement Côte-d'Or (regio Bourgogne-Franche-Comté) en telt 64 inwoners (2009). De plaats maakt deel uit van het arrondissement Montbard.

## Geografie
De oppervlakte van Sainte-Colombe-en-Auxois bedraagt 6,6 km², de bevolkingsdichtheid is dus 9,7 inwoners per km².
De onderstaande kaart toont de ligging van Sainte-Colombe-en-Auxois met de belangrijkste infrastructuur en aangrenzende gemeenten.

## Demografie
Onderstaande figuur toont het verloop van het inwonertal (bron: INSEE-tellingen).
1. ↑  Populations de référence 2022.